# Canottaggio ai Giochi della XXIX Olimpiade - 2 di coppia pesi leggeri femminile

## Batterie
Hanno partecipato alle batterie di qualificazione 17 equipaggi, suddivisi in 3 batterie: i primi due di ogni batteria si sono qualificati per le semifinali A/B, gli altri hanno effettuato i ripescaggi.
- Domenica 10 agosto 2008, ore 14:50-15:20

| Posizione | Atleta      | Paese                                   | Tempo   | Note   |
| --------- | ----------- | --------------------------------------- | ------- | ------ |
| 1         | Paesi Bassi | Kirsten van der Kolk e Marit van Eupen  | 6:50.90 | SF A/B |
| 2         | Australia   | Amber Halliday e Marguerite Houston     | 6:53.23 | SF A/B |
| 3         | Stati Uniti | Renee Hykel e Jennifer Goldsack         | 6:53.32 | R      |
| 4         | Messico     | Gabriela Huerta e Lila Perez Rul        | 7:11.71 | R      |
| 5         | Brasile     | Camila Carvalho e Luciana Granato       | 7:25.90 | R      |
| 6         | Kazakistan  | Natalya Voronova e Alexandra Opachanova | 7:29.07 | R      |

| Posizione | Atleta      | Paese                               | Tempo   | Note   |
| --------- | ----------- | ----------------------------------- | ------- | ------ |
| 1         | Germania    | Berit Carow e Marie-Louise Draeger  | 6:51.96 | SF A/B |
| 2         | Canada      | Melanie Kok e Tracy Cameron         | 6:54.07 | SF A/B |
| 3         | Regno Unito | Hester Goodsell e Helen Casey       | 6:55.23 | R      |
| 4         | Finlandia   | Sanna Stén e Minna Nieminen         | 6:56.61 | R      |
| 5         | Grecia      | Chrysi Biskitzi e Alexandra Tsiavou | 7:05.95 | R      |
| 6         | Sudafrica   | Alex White e Kirsten McCann         | 7:20.51 | R      |

| Posizione | Atleta        | Paese                             | Tempo   | Note   |
| --------- | ------------- | --------------------------------- | ------- | ------ |
| 1         | Cina          | Xu Dongxiang e Chen Haixia        | 6:57.58 | SF A/B |
| 2         | Danimarca     | Katrin Olsen e Juliane Rasmussen  | 6:58.63 | SF A/B |
| 3         | Giappone      | Misaki Kumakura e Akiko Iwamoto   | 7:05.67 | R      |
| 4         | Cuba          | Yaima Velazquez e Ismaray Marrero | 7:13.35 | R      |
| 5         | Corea del Sud | Ko Young-Eun e Ji Yoo-Jin         | 7:39.70 | R      |

## Ripescaggi
I primi 3 equipaggi di ogni ripescaggio si sono qualificati per le Semifinali A/B, gli altri per la Finale C.
- Martedì  12 agosto 2008, ore 16:00-16:20

| Posizione | Atleta        | Paese                                   | Tempo   | Note   |
| --------- | ------------- | --------------------------------------- | ------- | ------ |
| 1         | Stati Uniti   | Renee Hykel e Jennifer Goldsack         | 7:22.22 | SF A/B |
| 2         | Finlandia     | Sanna Stén e Minna Nieminen             | 7:23.80 | SF A/B |
| 3         | Giappone      | Misaki Kumakura e Akiko Iwamoto         | 7:30.92 | SF A/B |
| 4         | Sudafrica     | Alex White e Kirsten McCann             | 7:48.04 | FC     |
| 5         | Kazakistan    | Natalya Voronova e Alexandra Opachanova | 7:54.12 | FC     |
| 6         | Corea del Sud | Ko Young-Eun e Ji Yoo-Jin               | 8:03.51 | FC     |

| Posizione | Atleta      | Paese                               | Tempo   | Note   |
| --------- | ----------- | ----------------------------------- | ------- | ------ |
| 1         | Regno Unito | Hester Goodsell e Helen Casey       | 7:24.27 | SF A/B |
| 2         | Grecia      | Chrysi Biskitzi e Alexandra Tsiavou | 7:24.55 | SF A/B |
| 3         | Cuba        | Yaima Velazquez e Ismaray Marrero   | 7:32.14 | SF A/B |
| 4         | Messico     | Gabriela Huerta e Lila Perez Rul    | 7:41.97 | FC     |
| 5         | Brasile     | Camila Carvalho e Luciana Granato   | 7:47.53 | FC     |

## Semifinali
I primi 3 equipaggi di ogni semifinale si sono qualificati per la finale A, gli altri per la Finale B.
- Venerdì  15 agosto 2008, ore 15:30-15:50

| Posizione | Atleta      | Paese                                  | Tempo   | Note |
| --------- | ----------- | -------------------------------------- | ------- | ---- |
| 1         | Paesi Bassi | Kirsten van der Kolk e Marit van Eupen | 7:03.87 | FA   |
| 2         | Finlandia   | Sanna Stén e Minna Nieminen            | 7:03.91 | FA   |
| 3         | Germania    | Berit Carow e Marie-Louise Draeger     | 7:04.95 | FA   |
| 4         | Danimarca   | Katrin Olsen e Juliane Rasmussen       | 7:06.31 | FB   |
| 5         | Regno Unito | Hester Goodsell e Helen Casey          | 7:17.67 | FB   |
| 6         | Cuba        | Yaima Velazquez e Ismaray Marrero      | 7:30.15 | FB   |

| Posizione | Atleta      | Paese                               | Tempo   | Note |
| --------- | ----------- | ----------------------------------- | ------- | ---- |
| 1         | Canada      | Melanie Kok e Tracy Cameron         | 7:10.70 | FA   |
| 2         | Cina        | Xu Dongxiang e Chen Haixia          | 7:11.59 | FA   |
| 3         | Grecia      | Chrysi Biskitzi e Alexandra Tsiavou | 7:11.99 | FA   |
| 4         | Stati Uniti | Renee Hykel e Jennifer Goldsack     | 7:12.15 | FB   |
| 5         | Australia   | Amber Halliday e Marguerite Houston | 7:13.80 | FB   |
| 6         | Giappone    | Misaki Kumakura e Akiko Iwamoto     | 7:16.13 | FB   |

## Finali

### Finale C
- Sabato 16 agosto 2008, ore 14:10-14:20

| Posizione | Atleta        | Paese                                   | Tempo   |
| --------- | ------------- | --------------------------------------- | ------- |
| 1         | Messico       | Gabriela Huerta e Lila Perez Rul        | 7:17.21 |
| 2         | Sudafrica     | Alex White e Kirsten McCann             | 7:20.49 |
| 3         | Brasile       | Camila Carvalho e Luciana Granato       | 7:22.40 |
| 4         | Kazakistan    | Natalya Voronova e Alexandra Opachanova | 7:32.36 |
| 5         | Corea del Sud | Ko Young-Eun e Ji Yoo-Jin               | 7:39.46 |

### Finale B
- Sabato 16 agosto 2008, ore 14:30-14:40

| Posizione | Atleta      | Paese                               | Tempo   |
| --------- | ----------- | ----------------------------------- | ------- |
| 1         | Danimarca   | Katrin Olsen e Juliane Rasmussen    | 7:06.94 |
| 2         | Australia   | Amber Halliday e Marguerite Houston | 7:07.17 |
| 3         | Giappone    | Misaki Kumakura e Akiko Iwamoto     | 7:08.49 |
| 4         | Stati Uniti | Renee Hykel e Jennifer Goldsack     | 7:09.02 |
| 5         | Regno Unito | Hester Goodsell e Helen Casey       | 7:11.24 |
| 6         | Cuba        | Yaima Velazquez e Ismaray Marrero   | 7:20.07 |

### Finale A
- Domenica 17 agosto 2008, ore 15:30-15:40

| Posizione | Atleta      | Paese                                  | Tempo   |
| --------- | ----------- | -------------------------------------- | ------- |
|           | Paesi Bassi | Kirsten van der Kolk e Marit van Eupen | 6:54.74 |
|           | Finlandia   | Sanna Stén e Minna Nieminen            | 6:56.03 |
|           | Canada      | Melanie Kok e Tracy Cameron            | 6:56.68 |
| 4         | Germania    | Berit Carow e Marie-Louise Draeger     | 6:56.72 |
| 5         | Cina        | Xu Dongxiang e Chen Haixia             | 7:01.90 |
| 6         | Grecia      | Chrysi Biskitzi e Alexandra Tsiavou    | 7:04.61 |